# Thiago Almeida
Thiago Almeida (ur. 14 stycznia 1980 w Cariacica) – brazylijski wioślarz, reprezentant Brazylii w wioślarskiej dwójce podwójnej wagi lekkiej podczas Letnich Igrzysk Olimpijskich w Pekinie.

## Osiągnięcia
- Igrzyska Olimpijskie – Pekin 2008 – dwójka podwójna wagi lekkiej – 17. miejsce[1].